# Абель (місячний кратер)
Кратер Абель (лат. Abel) — стародавній ударний кратер в південно-східній області зворотного боку Місяця. Назва присвоєна в честь норвезького математика Нільса Генріка Абеля (1802—1829) і затверджена Міжнародним астрономічним союзом в 1964 р. Утворення кратера відбулося у донектарському періоді.

## Опис кратера

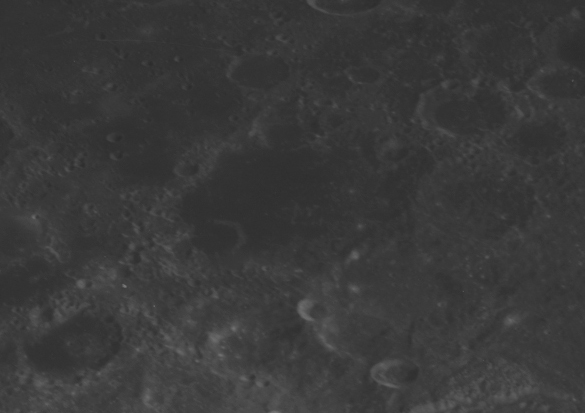
Знімок кратера Абель з борту Аполлон-14.

Кратер знаходиться на північно-західній околиці Східного Моря. На півночі від кратера розташований кратер Барнард, на півдні — кратери Гам і Гамільтон. Селенографічні координати центру кратера — 34°38′ пд. ш. 85°47′ сх. д. / 34.63° пд. ш. 85.78° сх. д., діаметр — 137 км, глибина — 1,19 км.
Вал кратера зазнав значного руйнування, що надало йому полігональної форми. Південну частину валу перекриває сателітний кратер Абель А, західну — кратери Абель L і Абель M. Північно-східна частина валу перекриває залишки невеликого кратера. Найбільша висота валу над навколишньою місцевістю становить 1600 м, об'єм кратера приблизно 16 000 км³. Східна частина чаші кратера згладжена лавовими потоками, які залишили порівняно рівну місцевість з низьким альбедо. Західна частина чаші є нерівна у більшій мірі і має таке ж альбедо, як і навколишня місцевість.
Поряд з кратером Абель виявлена магнітні та гравітаційні аномалії.

## Сателітні кратери
| Абель | Координати                                                | Діаметр, км |
| ----- | --------------------------------------------------------- | ----------- |
| A     | 36°19′ пд. ш. 85°48′ сх. д. / 36.31° пд. ш. 85.8° сх. д.  | 27,8        |
| B     | 36°43′ пд. ш. 82°36′ сх. д. / 36.72° пд. ш. 82.6° сх. д.  | 41,6        |
| C     | 36°08′ пд. ш. 81°25′ сх. д. / 36.13° пд. ш. 81.41° сх. д. | 36,8        |
| D     | 37°40′ пд. ш. 86°27′ сх. д. / 37.67° пд. ш. 86.45° сх. д. | 27,9        |
| E     | 37°32′ пд. ш. 84°26′ сх. д. / 37.54° пд. ш. 84.44° сх. д. | 14,0        |
| J     | 36°12′ пд. ш. 79°52′ сх. д. / 36.2° пд. ш. 79.87° сх. д.  | 18,8        |
| K     | 34°41′ пд. ш. 77°28′ сх. д. / 34.69° пд. ш. 77.46° сх. д. | 9,9         |
| L     | 34°33′ пд. ш. 82°23′ сх. д. / 34.55° пд. ш. 82.39° сх. д. | 54,1        |
| M     | 32°23′ пд. ш. 83°31′ сх. д. / 32.38° пд. ш. 83.52° сх. д. | 91,0        |

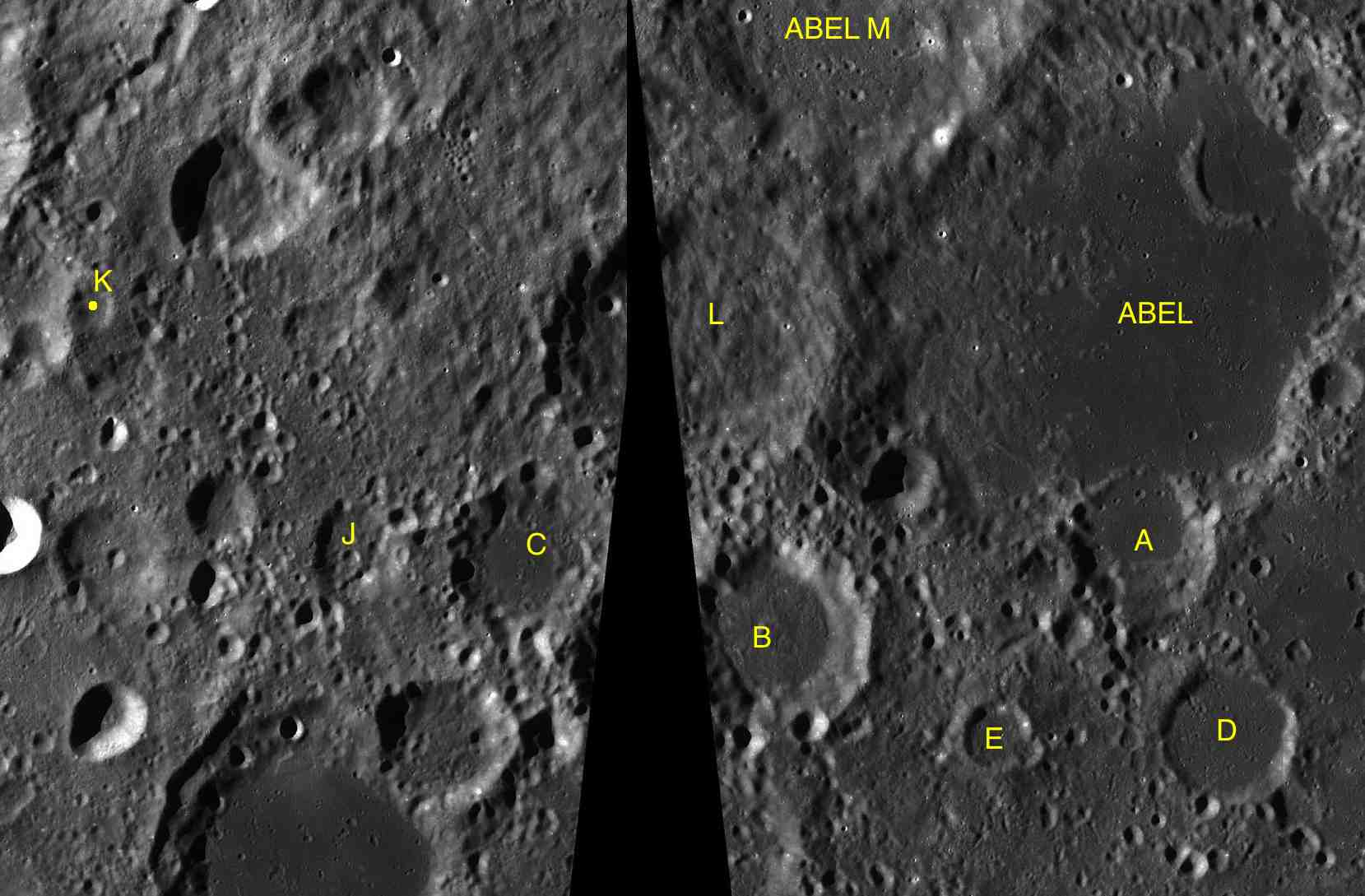
Фрагменти карт LAC-115, LAC-116

- Сателітний кратер Абель B утворився у нектарський період.
- Сателітний кратер Абель L відноситься до нектарського періоду.
- Сателітний кратер Абель M відноситься до донектарського періоду.

## См. також
- Список кратерів на Місяці
- Місячний кратер
- Морфологічний каталог кратерів Місяця
- Планетна номенклатура
- Селенографія
- Мінералогія Місяця
- Пізнє важке бомбардування